# Wehr (Mosel)
Wehr ist ein Ortsteil und ein Ortsbezirk der Ortsgemeinde Palzem im Landkreis Trier-Saarburg in Rheinland-Pfalz.

## Geographie
Der Ort liegt an der Obermosel, die hier die Grenze zu Luxemburg bildet.
Nachbarorte neben Palzem selbst im Süden sind der Palzemer Ortsbezirk Helfant im Osten, die Ortsgemeinde Wincheringen im Nordosten, sowie die direkt auf der gegenüberliegenden Seite der Mosel liegende luxemburgische Ortschaft Hëttermillen, die zur Gemeinde Stadtbredimus gehört.

## Geschichte
Das Dorf wurde erstmals im 12. Jahrhundert als Were erwähnt und gehörte damals zum Bann Wincheringen. Der Name leitet sich von einem damaligen Moselwehr ab, das flussaufwärts in Richtung Palzem lag und zum Fischfang genutzt wurde.
Bis zum Ende des 18. Jahrhunderts war Wehr Teil der Herrschaft Wincheringen, die landesherrlich zum Herzogtum Luxemburg gehörte. Die Inbesitznahme des Linken Rheinufers durch französische Revolutionstruppen beendete die alte Ordnung. Der Ort wurde von 1798 bis 1814 Teil der Französischen Republik (bis 1804) und anschließend des Französischen Kaiserreichs, zugeordnet dem Kanton Grevenmacher im Département Forêts (deutsch: „Departement der Wälder“). Nach der Niederlage Napoleons kam Wehr 1815 aufgrund der auf dem Wiener Kongress getroffenen Vereinbarungen zum Königreich Preußen. Der Ort gehörte nun dem Kreis Saarburg im Regierungsbezirk Trier an, der 1822 Teil der neu gebildeten Rheinprovinz wurde. Verwaltet wurde er von der Bürgermeisterei Nennig, die 1863 in die Bürgermeisterei Sinz-Nennig aufging (spätere Umbenennung in Amt Sinz-Nennig bzw. Palzem).
Bis ins 19. Jahrhundert hinein waren in Wehr Fischfang, Kalkbrennerei, Landwirtschaft und Weinbau wirtschaftlich von Bedeutung, heutzutage prägt allein das letztgenannte den Ort.
Als Folge des Ersten Weltkriegs war die gesamte Region dem französischen Teil der Alliierten Rheinlandbesetzung zugeordnet. Nach dem Zweiten Weltkrieg  gehörte Wehr zu den Gemeinden der französischen Besatzungszone, die im Februar 1946 an das Saarland angeschlossen wurden, im Juni 1947 aber auch zu den Orten des Landkreises Saarburg, die wieder zurück gegliedert und Teil des damals neu gebildeten Landes Rheinland-Pfalz wurden.
Im Rahmen der rheinland-pfälzischen Gebiets- und Verwaltungsreform wurde der Landkreis Saarburg auf der Grundlage des „Dritten Landesgesetzes über die Verwaltungsvereinfachung im Lande Rheinland-Pfalz“ mit Wirkung vom 7. Juni 1969 aufgelöst und seine Gemeinden dem neu gebildeten Landkreis Trier-Saarburg zugeordnet. Am 17. März 1974 wurde die dahin selbstständige Gemeinde Wehr mit zu diesem Zeitpunkt 176 Einwohnern – zusammen mit drei weiteren Gemeinden – nach Palzem eingemeindet.

## Politik
Wehr ist gemäß Hauptsatzung einer von sechs Ortsbezirken der Ortsgemeinde Palzem. Der Bezirk umfasst das Gebiet der ehemaligen Gemeinde. Auf die Bildung eines Ortsbeirats wurde verzichtet. Die Interessen des Ortsbezirks werden von einem Ortsvorsteher vertreten.
Florian Wagner (FWG Palzem), der Ortsbürgermeister von Palzem, ist gleichzeitig auch Ortsvorsteher von Wehr. Bei der Direktwahl am 26. Mai 2019 wurde er mit einem Stimmenanteil von 79,41 % und am 9. Juni 2024 als einziger Bewerber mit 76,5 % jeweils für weitere fünf Jahre in seinem Amt bestätigt.

## Sehenswürdigkeiten
In der Denkmalliste des Landes Rheinland-Pfalz (Stand: 2021) werden zwei Kulturdenkmäler genannt:
- Römisch-Katholische Filialkirche St. Markus, Turm und Chor sind aus dem 17. Jahrhundert
- Grenzsäule der preußisch-luxemburgischen Grenze von 1816, südlich des Ortes am Moselufer

## Wirtschaft und Infrastruktur
Wehr liegt an der Kreisstraße K 110, die an die weiter landeinwärts parallel zur Mosel verlaufenden Bundesstraße 419 angebunden ist.
Der Ortsteil hat einen Haltepunkt an der Obermoselstrecke, die von Trier in die saarländische Gemeinde Perl und weiter nach Frankreich führt.